# 環太平洋産業連関分析学会
環太平洋産業連関分析学会（かんたいへいようさんぎょうれんかんぶんせきがっかい、英称：Pan Pacific Association of Input-Output Studies, PAPAIOS）は、産業連関分析を創始したワシリー・レオンチェフ教授（ノーベル経済学賞授賞（1973年））により結成された、環太平洋圏の科学技術者と経済学者および企業・政府のテクノクラート（技術官僚）の対話の場としている学会。日本学術会議協力学術研究団体にあたる。事務局は、ガリレオ学会業務情報化センター内　環太平洋産業連関分析学会事務局（〒170-0013　東京都豊島区東池袋2-39-2-401、メールアドレス： g033papaios-info@ml.gakkai.ne.jp）。

## 事業
- 研究集会（11月の全国大会、3月の国際大会）開催、中国・韓国・台湾の関連学会への研究集会への協力
- 学術誌（和文誌「産業連関」、英文誌 Journal of Economic Structures）の刊行。
- 講習会・講演会の開催
- 同研究・研究受託の実施
- データベース構築・利用など

## 学術誌
- 『産業連関 イノベーション＆ＩＯテクニーク』（和文）　J-stage (産業連関)
- 『Journal of Applied Input-Output Analysis』（英文）現在休刊中　PAPAIOS (JIOA)
- 『Journal of Economic Structures』（英文）　Springer Open (JECS)

## 沿革
バブル景気中の1989年に、産官学の協力の下、野横断型の産業連関分析に関する学会を設立しようという機運が高まり、尾崎巌（慶應義塾大学名誉教授）、筑井甚吉（大阪大学名誉教授）、宍戸駿太郎（筑波大学名誉教授）らが、財界人中山素平（日本興業銀行（現みずほフィナンシャルグループ）頭取、経済同友会代表幹事等を歴任）ら財界からの協力を取り付けるなどし、ワシリー・レオンチェフを名誉会長に招聘して設立された。
当初は、慶應義塾大学の教授が中心だったこともあり、慶大の三田キャンパスに事務局を置いていた。しかし、学会の規模も拡大し、様々な大学の学者が参画するようになってからは現在の場所(ガリレオ学会業務情報化センター内)に移動した。

## 歴代会長
- ワシリー・レオンチェフ - 元名誉会長
- 尾崎　巌 - 慶應義塾大学教授、初代会長
- 宍戸駿太郎 - 筑波大学副学長、国際大学学長、第2代会長
- 黒田昌裕 - 慶應義塾大学教授、第3代会長
- 清水雅彦 - 慶應義塾大学教授、第4代会長
- 江崎光男 - 名古屋大学教授、第5代会長
- 櫻井紀久 - 電力中央研究所研究員、第6代会長
- 桜本　光 - 慶應義塾大学教授、第7代会長
- 長谷部勇一 - 横浜国立大学教授、第8代会長
- 山田光男 - 中京大学教授、第9代会長
- 稲葉和夫 - 立命館大学教授、第10代会長
- 藤川清史 - 名古屋大学教授、第11代会長
- 八木尚志 - 明治大学教授、第12代会長
- 菅　幹雄 - 法政大学教授、第13代会長
- 石川良文 - 南山大学教授、第14代会長